# Al-Sayed Hamdy
Al-Sayed Hamdy (ar. السيد حمدي, ur. 1 marca 1984) – piłkarz egipski grający na pozycji napastnika.

## Kariera klubowa
Hamdy jest wychowankiem klubu Tanta SC. W 2004 roku zadebiutował w jego barwach w pierwszej lidze egipskiej. W 2008 roku przeszedł do Petrojetu Suez. W 2011 roku został zawodnikiem Al-Ahly Kair. Następnie grał w Misr Lel-Makkasa SC, Al-Masry Port Said i El Dakhleya SC. W 2017 przeszedł do El Mansoura SC.

## Kariera reprezentacyjna
W reprezentacji Egiptu Hamdy zadebiutował 12 sierpnia 2009 roku w zremisowanym 3:3 towarzyskim spotkaniu z Gwineą. W 2010 roku został powołany przez Hassana Shehatę do kadry na Puchar Narodów Afryki 2010.